# Eli (Sänger)

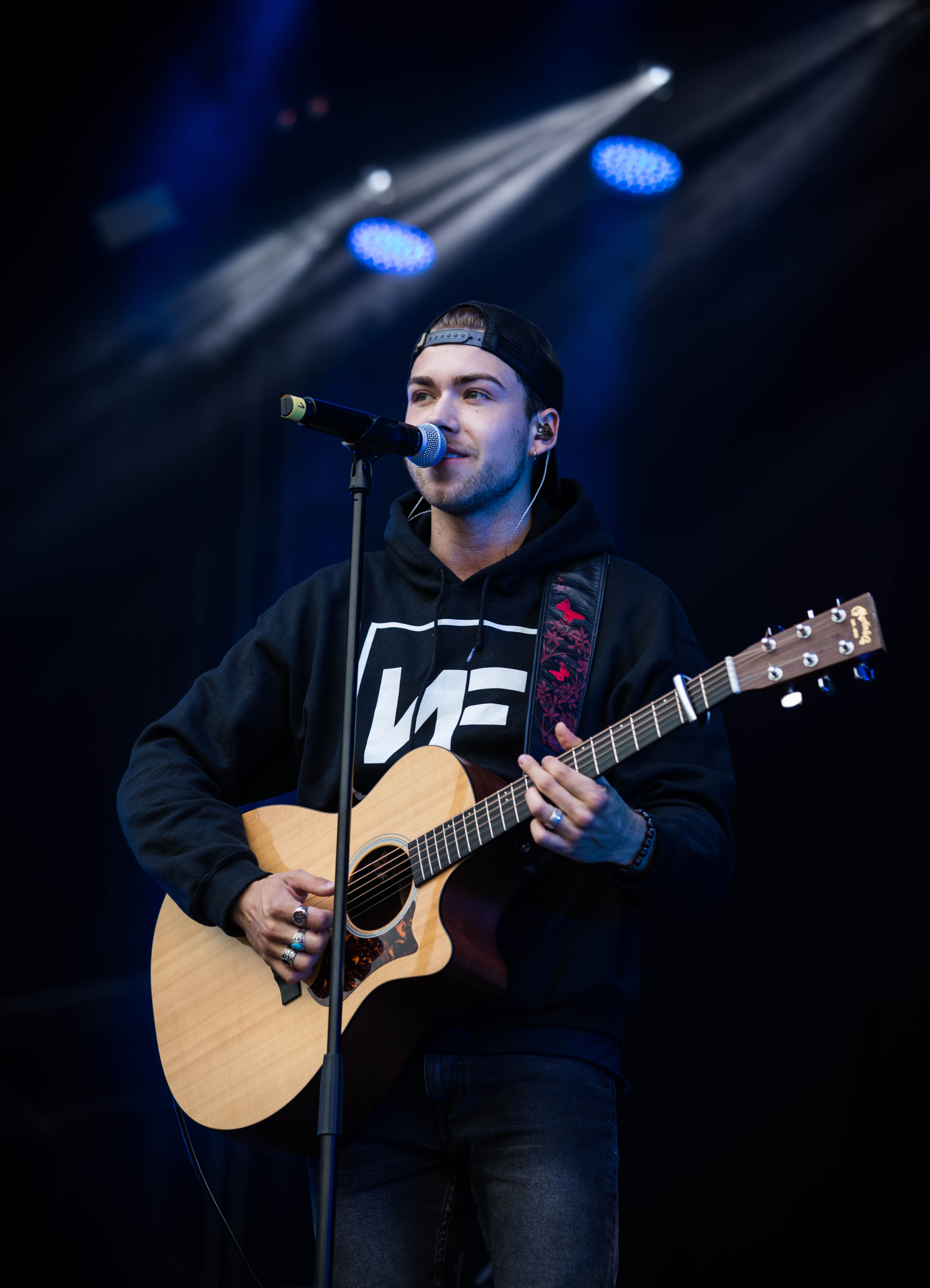
Eli live bei Rock am Ring 2018

Eli (* 1998 in Köln; bürgerlich Elias Leon Breit; Eigenschreibweise ELI) ist ein deutscher Singer-Songwriter. Bekanntheit erlangte er durch die Single Change Your Mind, die von der Telekom in deren Werbeclips verwendet wurde.
Seit 2023 tritt er unter dem Namen Elias mit deutschsprachiger Musik auf.

## Biografie
Im Grundschulalter begann Breit, Klavier und Geige zu spielen, mit 11 erhielt er seine erste Gitarre. Er spielte sein erstes Konzert in der Schule. Mit 12 schrieb er sein erstes Lied, über ein Mädchen, in das er verliebt war. Außerdem begann er, Schlagzeug und Klavier zu spielen, wobei er sich das Klavierspielen über Youtube-Tutorials beibrachte. In Köln und Berlin war er mehrere Jahre als Straßenmusiker tätig. Es folgten einige Auftritte, unter anderem im Vorprogramm von The Fray und Cris Cab. Breit gewann ein Streetcasting und wurde daraufhin neues Gesicht einer Werbekampagne der Telekom, die ihn in einem Werbespot vorstellten und ein Straßenkonzert von ihm am 28. April 2018 per Live-Stream auf zahlreichen Kanälen ausstrahlten. Seine im Werbespot zu hörende Single Change Your Mind, die er zusammen mit Andrew Tyler schrieb, stieg am 20. April 2018 in die deutschen Singlecharts ein. 2018 war er zu Gast bei der Helene Fischer Show.

## Diskografie

### AlsELI
Singles

| Jahr | Titel Album        | Höchstplatzierung, Gesamtwochen, AuszeichnungChartplatzierungen (Jahr, Titel, Album, Platzierungen, Wochen, Auszeichnungen, Anmerkungen) | Höchstplatzierung, Gesamtwochen, AuszeichnungChartplatzierungen (Jahr, Titel, Album, Platzierungen, Wochen, Auszeichnungen, Anmerkungen) | Anmerkungen                                             |
| Jahr | Titel Album        | DE | AT | Anmerkungen                                             |
| ---- | ------------------ | --- | --- | ------------------------------------------------------- |
| 2018 | Change Your Mind – | DE14 Gold · (24 Wo.)DE | AT23 Gold · (24 Wo.)AT | Erstveröffentlichung: 9. April 2018 Verkäufe: + 215.000 |

Weitere Singles
- 2018: Gone Girl
- 2019: Laying Low
- 2019: Don Corleone (mit JMT)
- 2019: Hands on Me (mit James Hersey)
- 2020: SAD
- 2020: Ghosts
- 2020: Wish Now Was Later
- 2021: Tears in the Morning

Gastbeiträge
- 2019: Echo (Maxe feat. ELI)

### AlsElias
Alben
- 2024: Verlieren / Gefunden